# ريكاردو كورتيس
ريكاردو كورتيس (بالإنجليزية: Ricardo Cortés)‏ هو رسام توضيحي أمريكي، ولد في 1973.